# Eriocaulon heteromallum
Eriocaulon heteromallum là một loài thực vật có hoa trong họ Cỏ dùi trống. Loài này được Bong. mô tả khoa học đầu tiên năm 1831.